# Монгардино
Монгардино (итал. Mongardino) — коммуна в Италии, располагается в регионе Пьемонт, в провинции Асти.
Население составляет 972 человека (2008 г.), плотность населения составляет 144 чел./км². Занимает площадь 7 км². Почтовый индекс — 14040. Телефонный код — 0141.
Покровителем коммуны почитается  священномученик Викентий Сарагосский, празднование 22 января.

## Демография
Динамика населения:

## Администрация коммуны
- Официальный сайт: http://www.comune.mongardino.at.it

## Galleria d'immagini

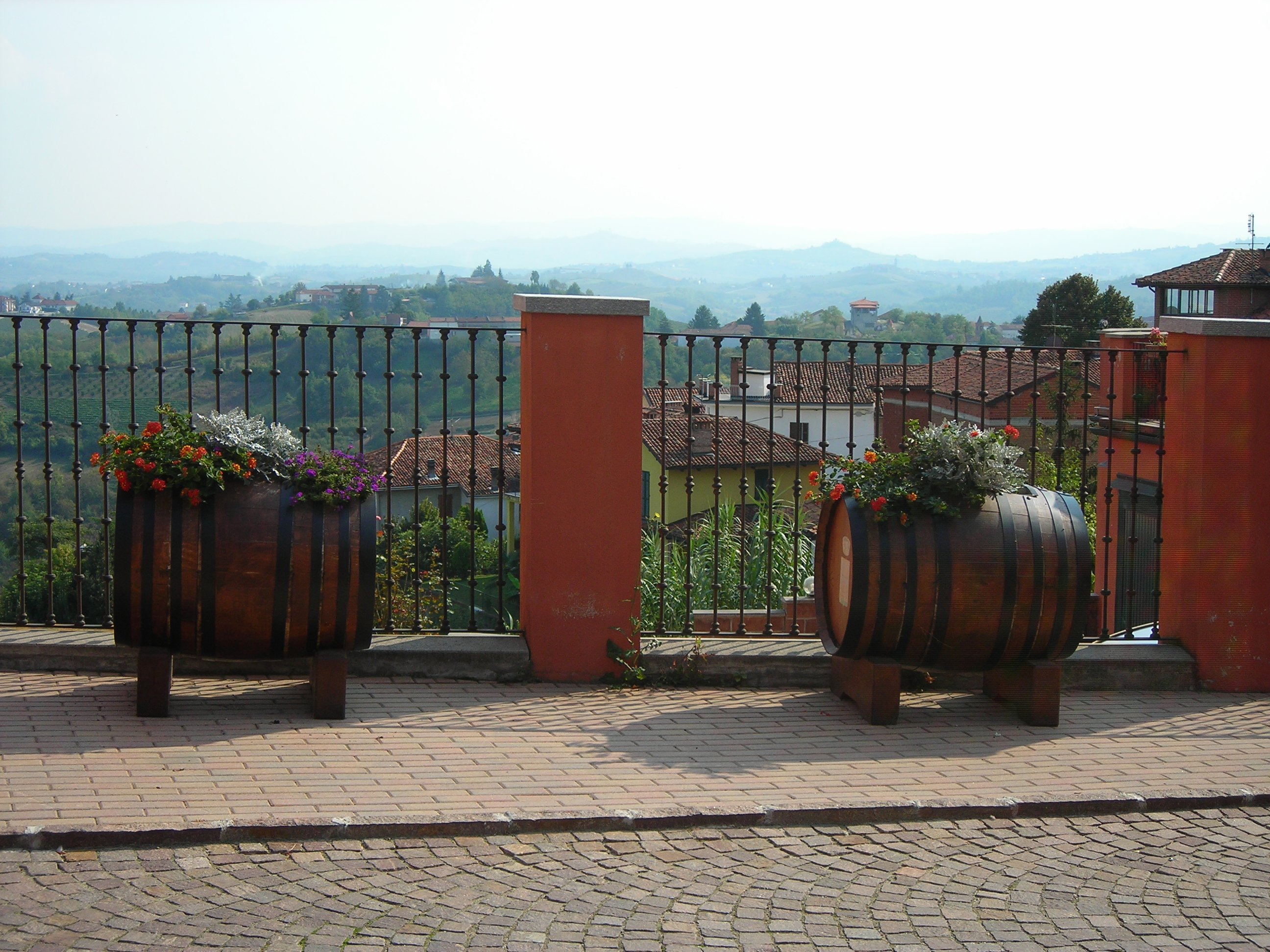
Vista dalla piazza del comune.
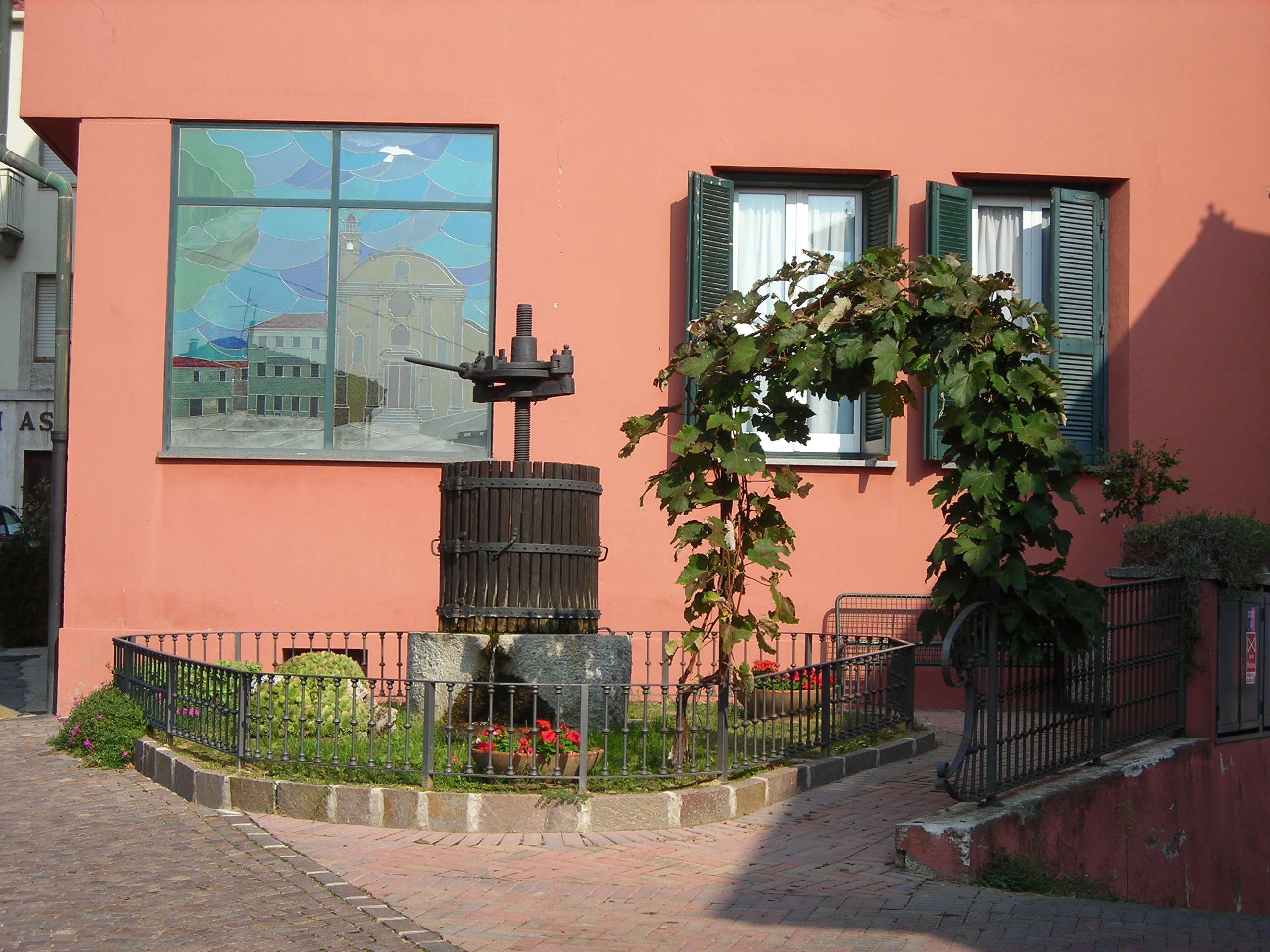
Fontana di fronte al palazzo del comune.
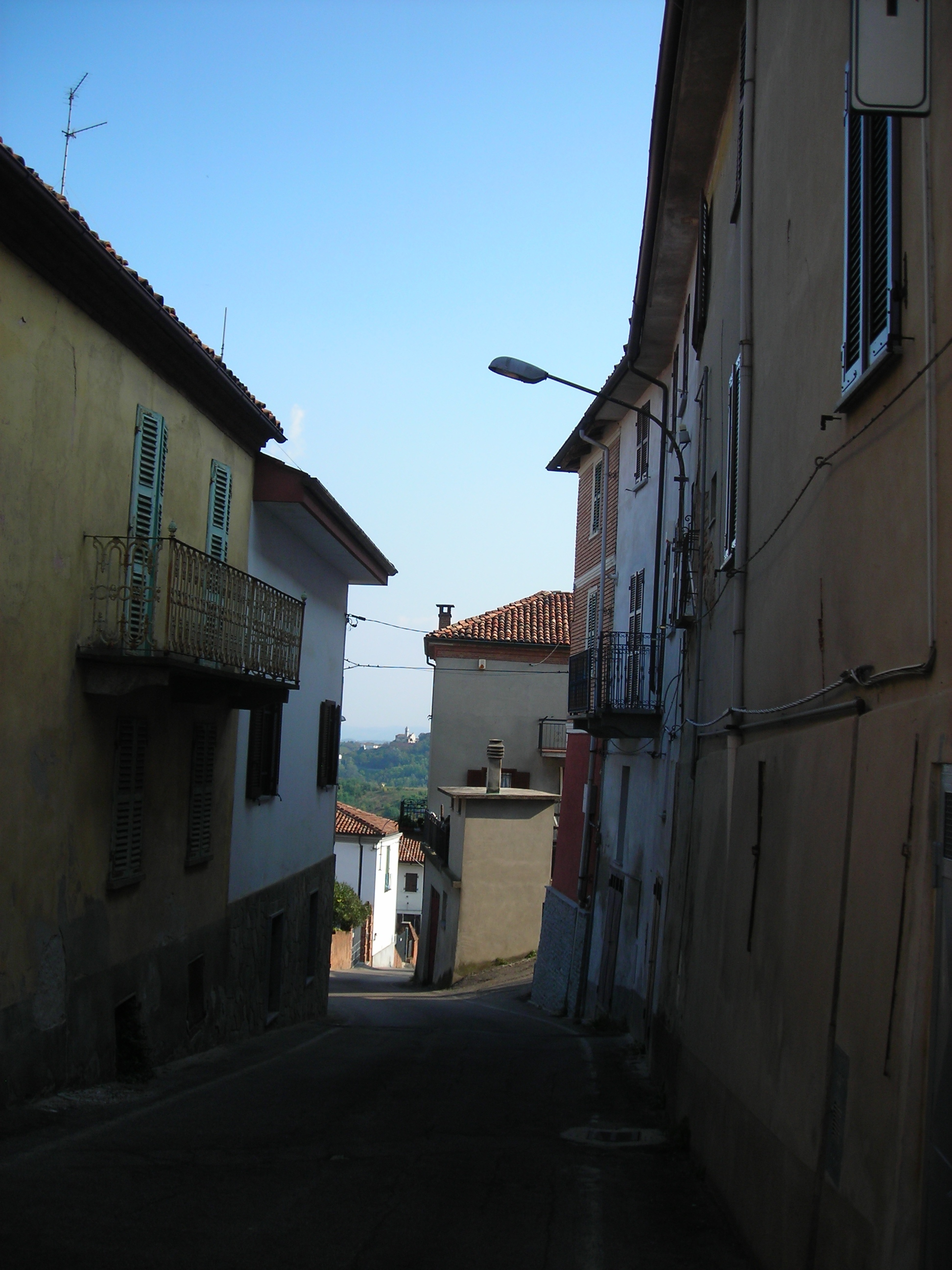
Via Gioberti, detta via lunga.
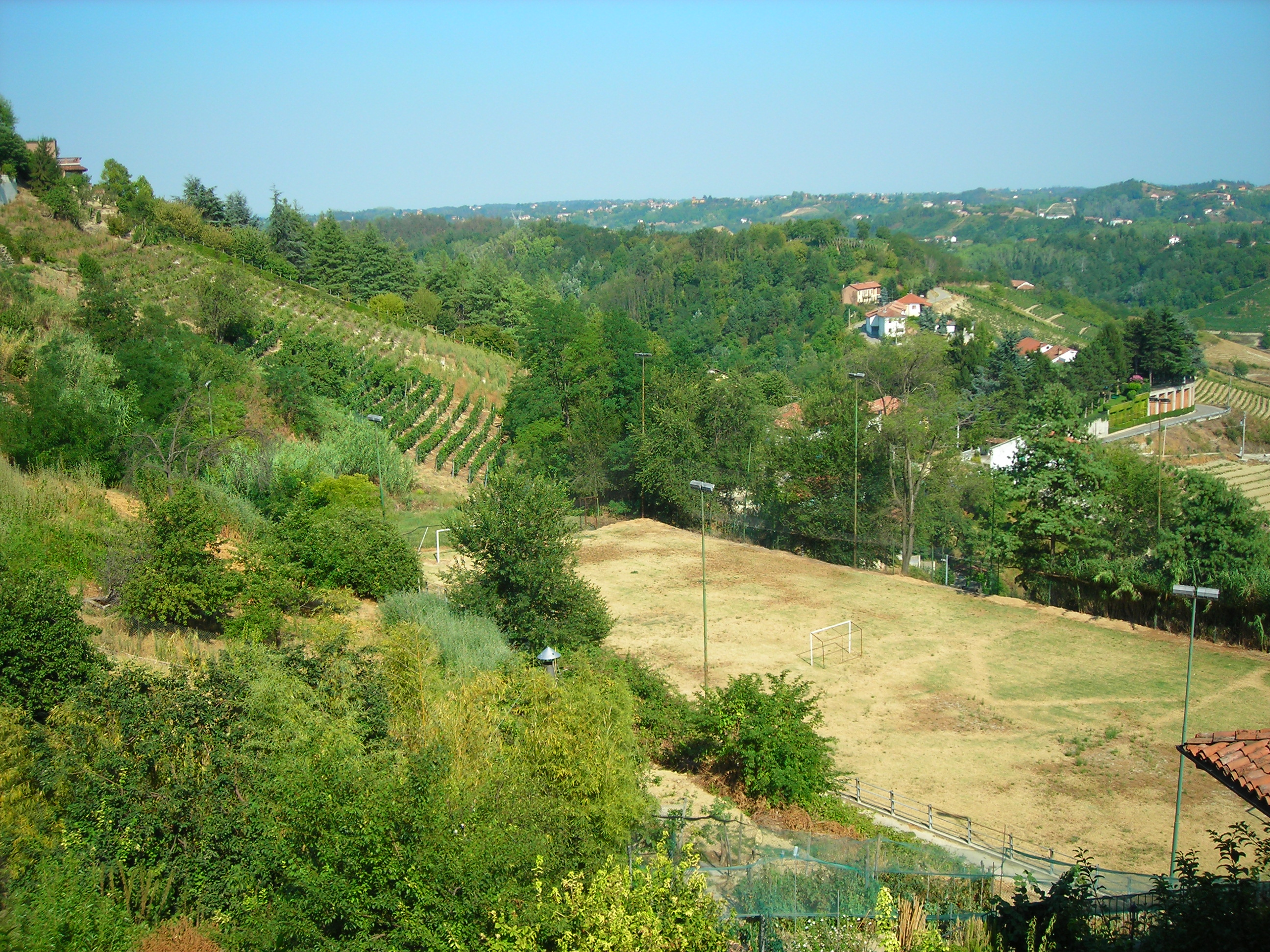
Il campo sportivo.
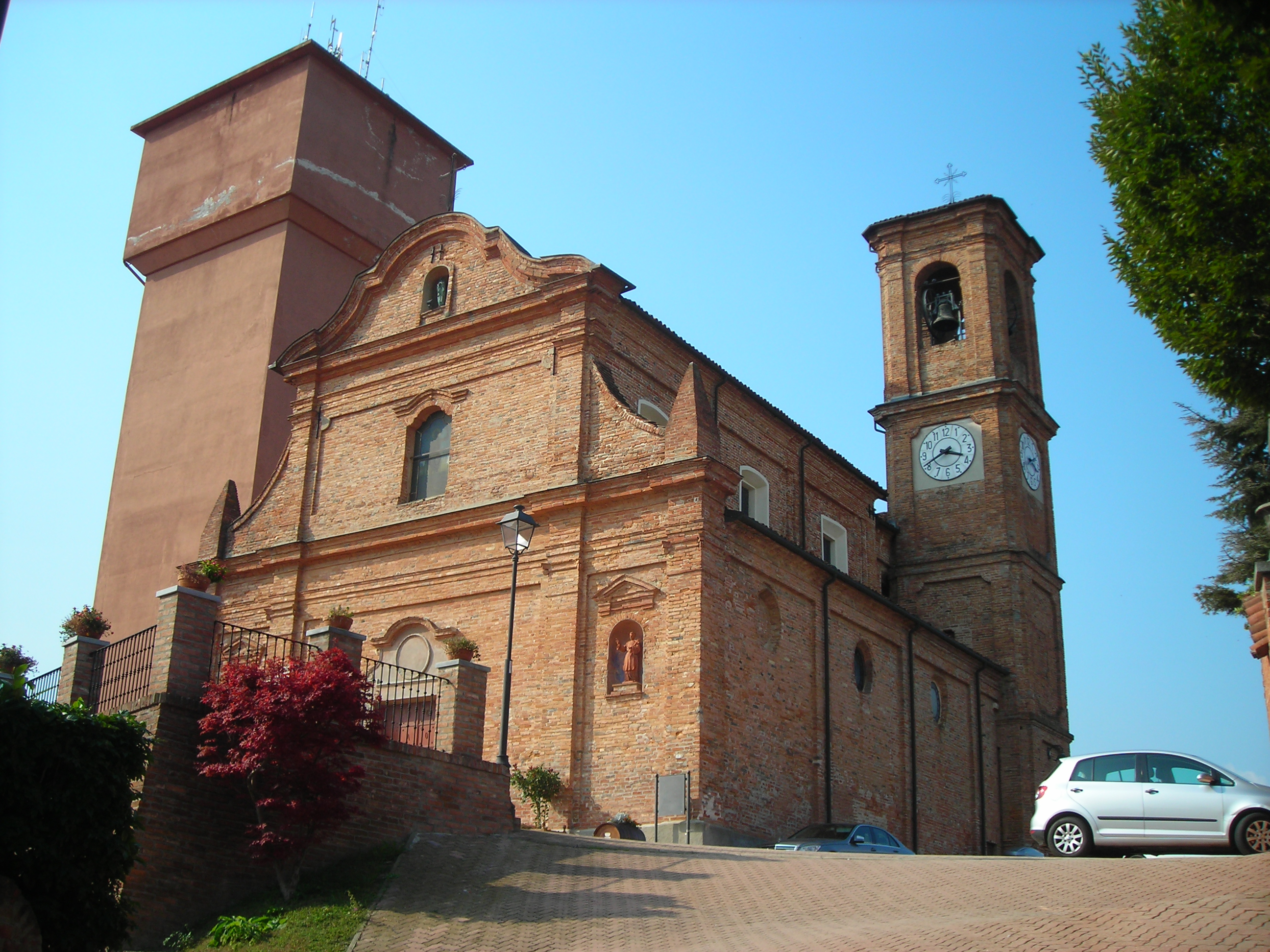
Храм.
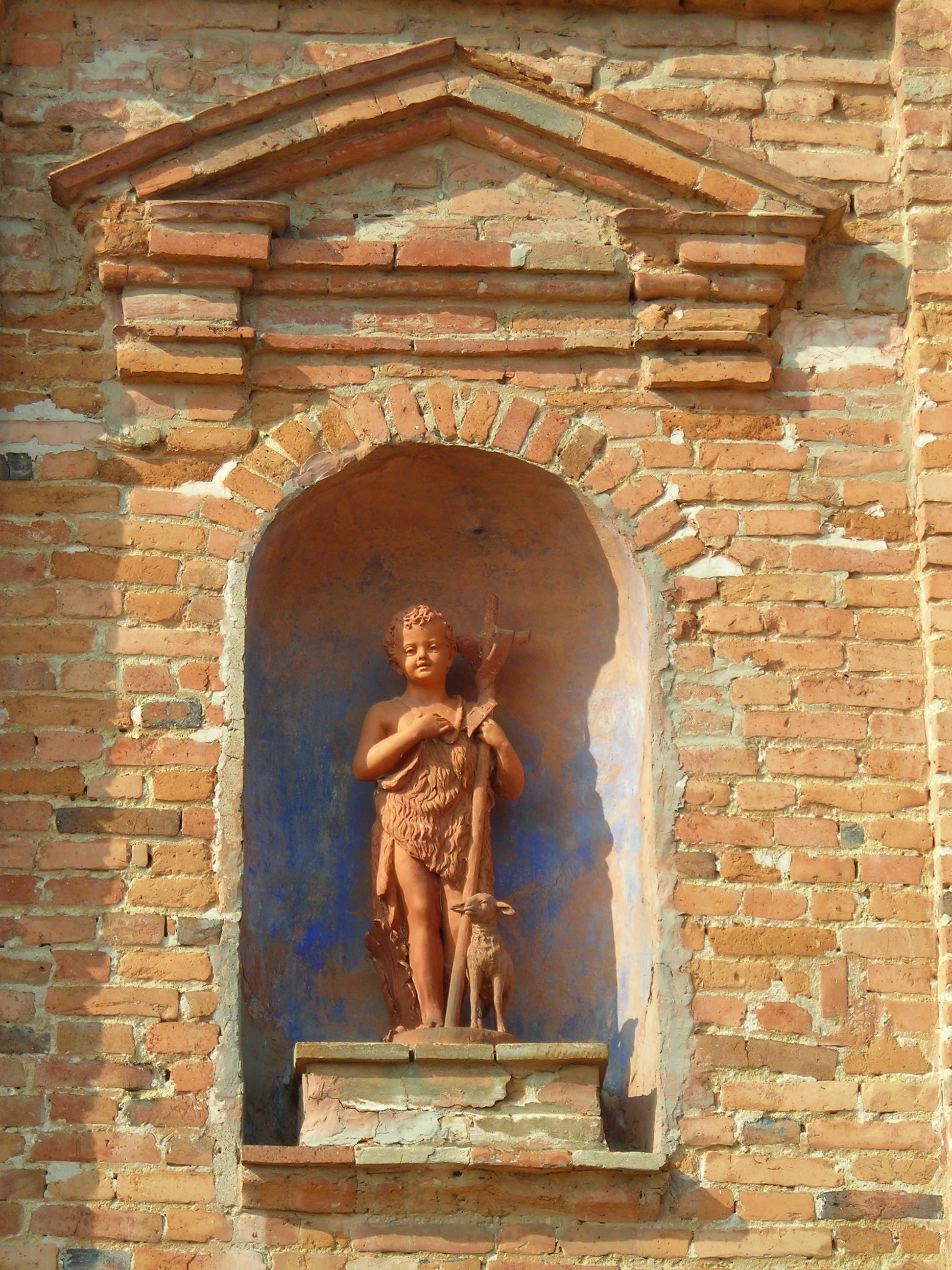
Статуя  Иоанна Крестителя на фасаде храма.
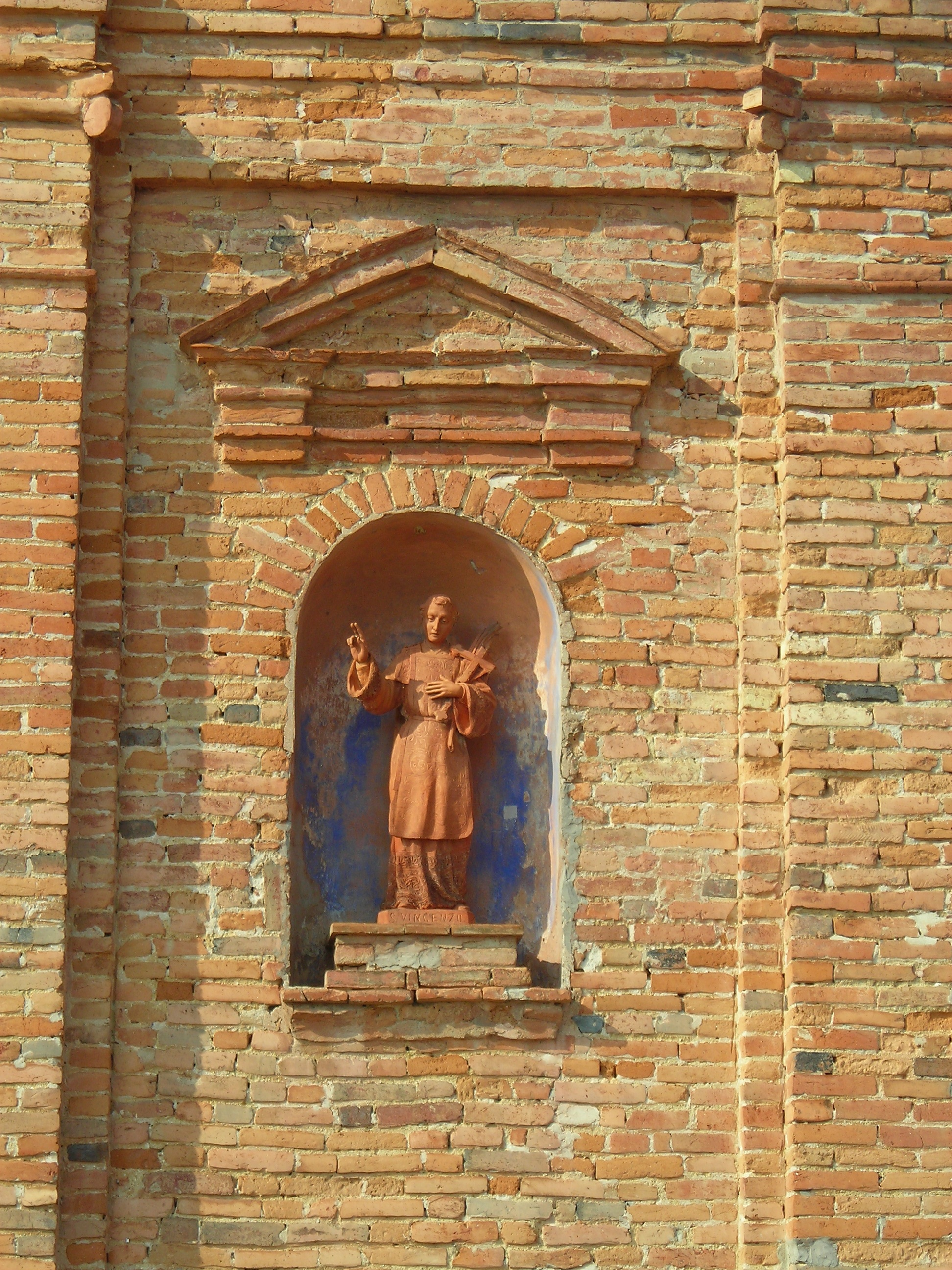
Статуя святого Викентия Сарагосского на фасаде храма.
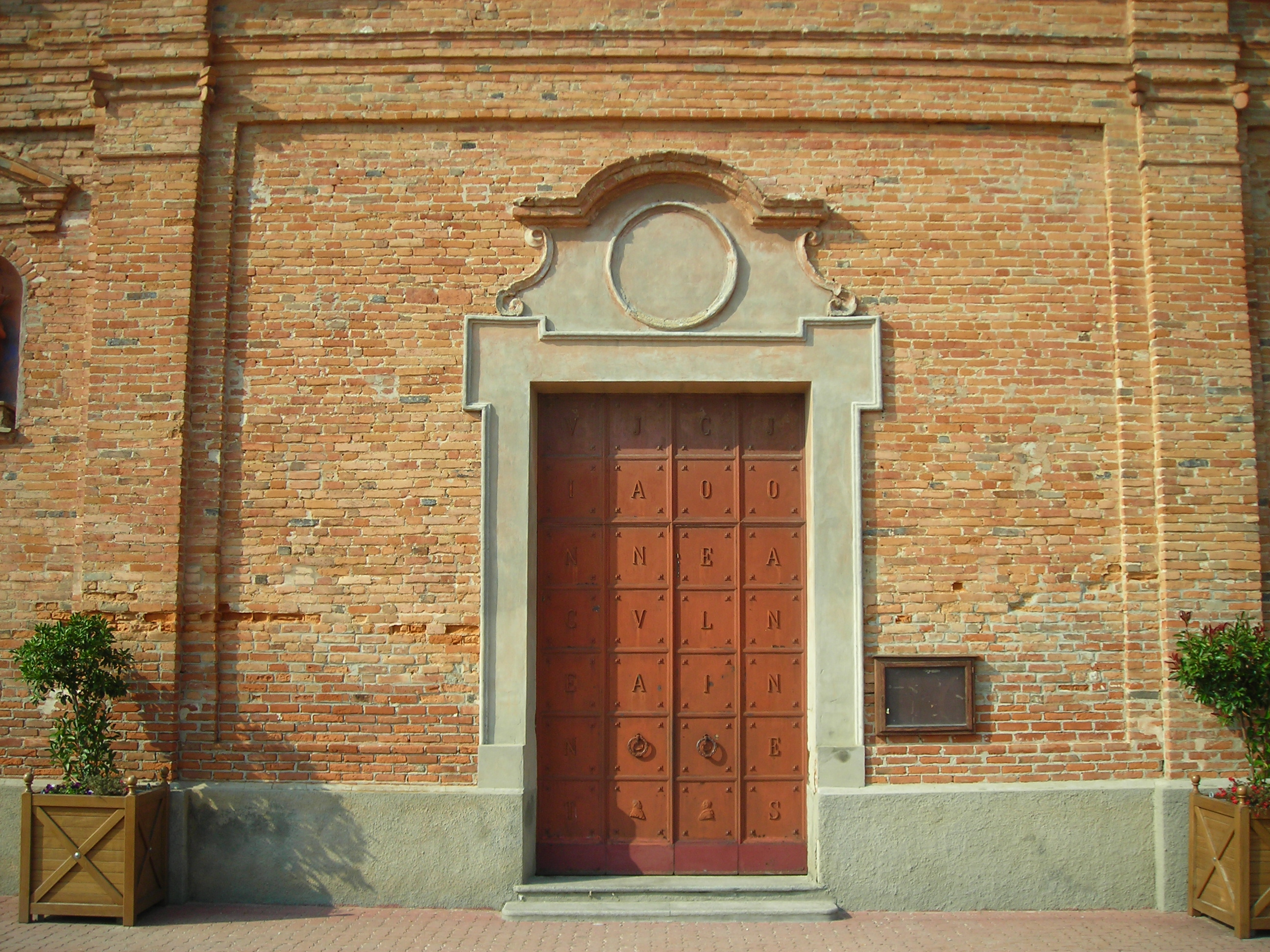
Вход в храм.
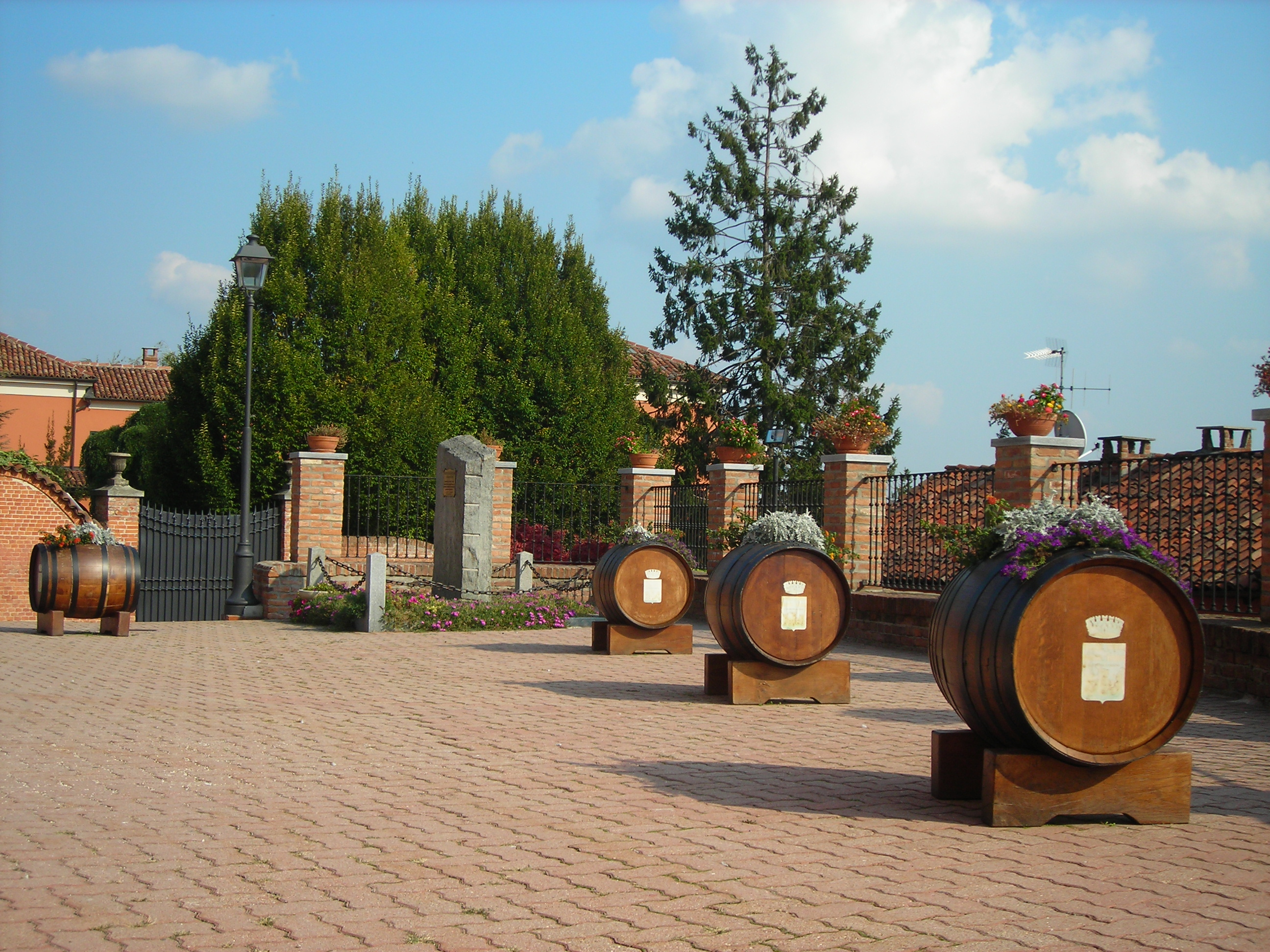
Площадь перед храмом с монументом павшим.
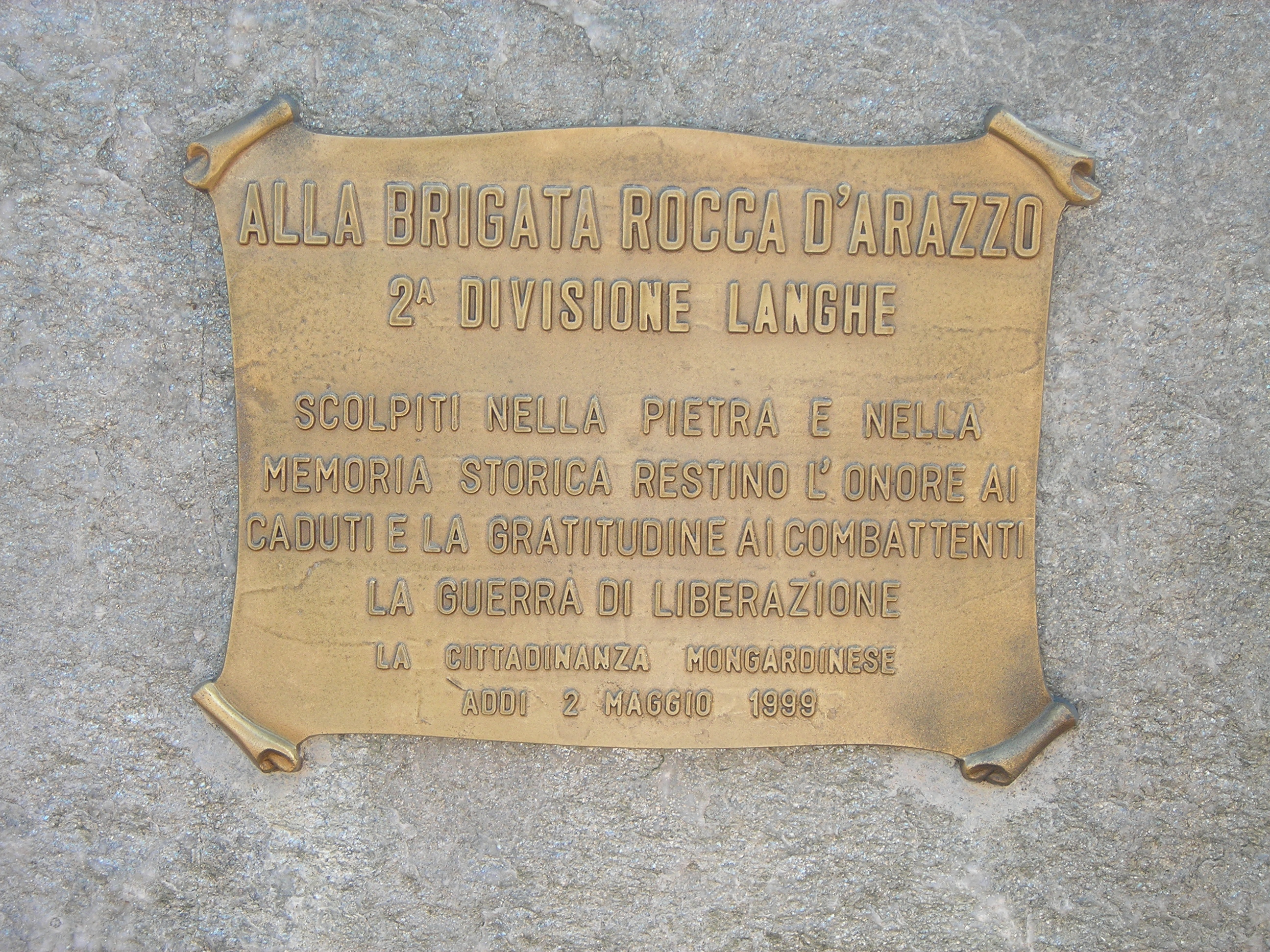
Доска в память о павших за освобождение Италии.